# Argyrodes meus
Argyrodes meus är en spindelart som beskrevs av Embrik Strand 1907. Argyrodes meus ingår i släktet Argyrodes och familjen klotspindlar.
Artens utbredningsområde är Madagaskar. Utöver nominatformen finns också underarten A. m. poecilior.